# Ираклеон
Константин Ираклий (на гръцки: Κωνσταντίνος Ηράκλειος; * 626; † 641), син на Ираклий и племенницата му Мартина, е византийски император от февруари до септември 641 година. Известен е също и като Ираклий II.
Той е коронован и официално управлява под името Константин Ираклий, но умалителния му псевдоним Ираклеон (малкият Ираклий), трайно се установява във византийските текстове и става де факто стандарт в историографията.

## Произход
Ираклеон най-вероятно е роден в Лазика, по времето походът на баща му срещу Хосрой II от Сасанидско царство. Той най-вероятно е четвъртият син на Мартина и Ираклий, но първият роден без физически увреждания и съответно приемлив за престолонаследник.
В последните години на управлението на Ираклий, със силното влияние на майка си, на 4 юли 638 година получава титлата Август. След смъртта на баща му е определен за съимператор, заедно с по-големия си доведен брат Константин III.

## Управление
След преждевременната смърт на Константин III през май 641 година Ираклеон става едноличен владетел. Ираклон и майка му Мартина са заподозрени в убийството на Константин III, което довежда до бунт предвождан от Валентин Аршакуни, който принуждава Иреклеон да приеме за съимператор младия си племенник Констант II. Мартина планира да балансира тази пречка, като коронова по-малкия си син Давид Тиберий като император. Тази постъпка само раздразва поддръжниците на Констант II и Валентин разпространява слух, че Мартина и Ираклеон възнамеряват да отстранят Констант и неговите поддръжници. Отново избухва бунт и Мартина и Ираклен са свалени от власт, подложени на бифуркация на езика и пратени в изгнание. Това е първият случай, когато действащ император е подложен на осакатяване. В случая езикът на Мартина и носът на Ираклеон са отрязани.
Няма информация за Ираклеон след отстраняването му от престола и пращането му в изгнание на остров Родос. Предполага се, че е починал по-късно същата година. Констант II, син на Константин III става едноличен император.